# ここに
『ここに』は、関ジャニ∞の楽曲。2018年9月5日にINFINITY RECORDSから41枚目のシングルとして発売された。

## 概要
- 前作『応答セヨ』から約10か月振りのリリース。
- 渋谷すばるが脱退し、6人体制初のシングルである。
- 初回限定盤、通常盤、201∞限定盤[注 5]の3形態で発売。
- 表題曲「ここに」は、これまで歩んできた道のりやファンと築いてきた絆を大切にしながら新たな一歩を踏み出した6人体制の関ジャニ∞にふさわしい、希望に満ちたエネルギッシュな楽曲となっている[11]。
  - 2作連続、通算13曲目のシングルでのバンド曲である。
  - 同曲は、WANIMAのKENTAからの楽曲提供である[12]。
    - KENTAが他アーティストへ楽曲提供を行うのは今回が初である[11]。
    - 楽曲を提供したKENTAは、「関ジャニファンの1人として、大好きな関ジャニの歌を創れたこと嬉しく思います。始まるんじゃない 始めるんだぜ!! 僕らも早く関ジャニに入れるように全力で音楽活動を続けます!! 入れるかじゃない 入るんだぜ!!」とコメントした[11]。

  - 同曲は、自身の冠番組であるテレビ朝日系『関ジャム 完全燃SHOW』のエンディングテーマとして起用された[13]。
  - 2021年11月17日、自身の10thアルバム『8BEAT』のEighter盤にて、同曲が収録され、約3年越しにアルバム初収録となった[14]。
    - しかし、同作には『Re:8EST edition』として5人での再録バージョンが収録となるため、原曲の6人バージョンは2024年7月現在アルバム未収録である。

  - 2024年6月21日、関ジャニ∞から改名したSUPER EIGHTの冠番組『EIGHT-JAM』の主催音楽フェスティバル『EIGHT-JAM FES』にて、SUPER EIGHTとWANIMAが初めて同曲をコラボレーションで披露した[15]。
- カップリング「タカラモノ」は、
  - 同曲は、カンテレ開局60周年記念テーマソング[16][17]。
  - 同曲は、ベリーグッドマンからの楽曲提供である[18]。
  - 初回限定盤・通常盤のみ収録。
  - 2018年8月9日、自身の冠番組である関西テレビ『関ジャニ∞のジャニ勉』のエンディングにて初オンエアされた[18]。
  - 同年9月1日 - 11月18日、カンテレ本社前にある大阪・天神橋筋商店街とのコラボ企画として、メンバーの横山裕が「天神橋筋商店街でお買い物の皆さん、こんにちは！関ジャニ∞の横山裕です。関ジャニ∞が歌っているカンテレ開局60周年記念テーマソング『タカラモノ』お聞きください！」と道行く人に呼び掛けるアナウンスが同曲と共に放送された[16]。
- カップリング「All you need is laugh」は、メンバーの錦戸亮と安田章大が共作で作詞・作曲を担当した楽曲[19]。
  - 同曲は自身がクリスマスアンバサダーを務めるユニバーサル・スタジオ・ジャパンのアトラクション『ハリウッド・ドリーム・ザ・ライド』の搭載曲として、2018年11月7日から2019年6月27日までの期間限定で起用された[19][20]。
    - 発表当初は、『ユニバーサル・ワンダー・クリスマス』期間中（2019年1月6日まで）のみの起用予定だった[19]が、期間延長の要望が多かったため、2019年6月27日まで同曲の起用期間が延長された[20]。

  - 通常盤のみ収録。
- 初回限定盤・201∞盤には特典DVDを付属。
  - 初回限定盤には、表題曲「ここに」のミュージック・ビデオとメイキング映像、更に、同MVのメンバー6人それぞれのソロアングルを収録[11]。
  - 201∞盤には、本作通常盤のカップリング「All you need is laugh」の制作過程を"A to Z"とし、企画発表からレコーディングまでをAからZまで26の過程に分けた約40分のドキュメンタリー映像「関ジャニ∞の曲作りすべてみせます♫『"プロジェクトA to Z" こんな時だからこそめっちゃ笑顔 〜地元大阪のために最高の歌を作ろうの巻〜』」を収録[11]。
    - 自身の冠番組であるフジテレビ系『関ジャニ∞クロニクル』のスタッフも参加している[注 6]。
- 2018年9月21日、同年9月22日・23日に開催自身初の海外公演『KANJANI'S EIGHTERTAINMENT GR8EST in Taipei』が台湾・台北アリーナで開催されることに伴い、台北市内にある微風南京にて、関ジャニ∞のCDや映像作品、ツアーグッズなどを販売する『KANJANI∞ STORE』が期間限定（2018年9月21日 - 10月21日）でオープンし、本作も台湾で発売された[21]。
- 2024年1月1日、デビュー20周年を記念し、過去にリリースされた全楽曲が各種音楽ダウンロードサービス、サブスクリプションサービスで配信されることに伴い、表題曲「ここに」がアルバム『8BEAT』の収録曲[注 7]として配信開始され、同年1月31日には本作の全収録曲の配信も開始された[22][23][24]。

### 各形態概要
| 曲名                  | 形態 | 形態 | 形態 |
| 曲名                  | 初回 | 通常 | 201∞ |
| --------------------- | ---- | ---- | ---- |
| タカラモノ            | ○    | ○    | ×    |
| All you need is laugh | ×    | ○    | ×    |

| 特典内容                            | 形態                   |
| ----------------------------------- | ---------------------- |
| 特典DVD（詳細は「#特典DVD」を参照） | 初回限定盤・201∞限定盤 |

## 販売形態
- 発売日：2018年9月5日
  - 初回限定盤（JACA-5754~5755：CD+DVD）
  - 通常盤（JACA-5756：CD）
  - 201∞盤（JACA-5757~5758：CD+DVD）
- 発売日：2024年1月31日
  - 配信作品
    - デビュー20周年を記念した音楽ダウンロードサービスおよびサブスクリプションサービスでの配信[22][23][24]。

## チャート成績

### シングルチャート順位
- オリコンチャート
  - 初週242,452枚を売り上げ、2018年9月17日付の「オリコン週間 CDシングルランキング」で週間1位を獲得した[2][3]。
    - 28作連続、通算36作目のシングル1位となった[2]。

  - 累計271,245枚を売り上げ、2018年9月度「オリコン月間 CDシングルランキング」で月間2位を獲得した[4]。
  - 累計277,501枚を売り上げ、2018年度「オリコン年間 CDシングルランキング」で年間24位を獲得した[5]。
- Billboard JAPAN
  - 初週247,357枚を売り上げ、2018年9月12日公開の「Billboard JAPAN Top Singles Sales」で週間1位を獲得した[7]。
  - 2018年度「Billboard Japan Top Singles Sales Year End」で年間27位を獲得した[8]。

### 各曲チャート順位
- Billboard JAPAN
  - 初週23,680ptを記録し、2018年9月12日公開の「Billboard Japan Hot 100」で表題曲「ここに」が週間1位を獲得した[6]。
  - 2018年度「Billboard Japan Hot 100 Year End」で表題曲「ここに」が年間72位を獲得した[9]。

## 収録曲

### CD
※は通常盤・配信作品、※※は初回限定盤・通常盤・配信作品のみ収録。
1. ここに - [4:44]
作詞・作曲：WANIMAのMA
編曲：Peach
  - テレビ朝日系『関ジャム 完全燃SHOW』エンディングテーマ[13]
  - WANIMAのKENTAからの楽曲提供。
  - 楽曲を提供したWANIMAのアルバム『COMINATCHA!!』にて、同曲のセルフカバーを収録[25]。
2. タカラモノ ※※ - [4:14]
作詞・作曲：ベリーグッドマン
編曲：ベリーグッドマン、大西省吾
  - カンテレ開局60周年記念テーマソング[16]
  - ベリーグッドマンからの楽曲提供。
3. All you need is laugh ※ - [3:25]
作詞・作曲：錦戸亮、安田章大
編曲：錦戸亮、Peach
  - ユニバーサル・スタジオ・ジャパン内アトラクション『ハリウッド・ドリーム・ザ・ライド』搭載曲[19]
  - メンバーの錦戸亮と安田章大が制作した楽曲。
4. ここに (オリジナル・カラオケ) ※
5. タカラモノ (オリジナル・カラオケ) ※
6. All you need is laugh (オリジナル・カラオケ) ※

### 特典DVD

#### 初回限定盤
| #         | タイトル                        | 作詞  | 作曲・編曲 | 時間  |
| --------- | ------------------------------- | ----- | ---------- | ----- |
| 1.        | 「ここに」(Music Clip)          |       |            | 5:01  |
| 2.        | 「ここに」(Making)              |       |            | 14:34 |
| 3.        | 「ここに」(Solo Angle 横山ver.) |       |            | 4:45  |
| 4.        | 「ここに」(Solo Angle 丸山ver.) |       |            | 4:45  |
| 5.        | 「ここに」(Solo Angle 大倉ver.) |       |            | 4:45  |
| 6.        | 「ここに」(Solo Angle 錦戸ver.) |       |            | 4:45  |
| 7.        | 「ここに」(Solo Angle 安田ver.) |       |            | 4:45  |
| 8.        | 「ここに」(Solo Angle 村上ver.) |       |            | 4:45  |
| 合計時間: | 合計時間:                       | 48:05 |            |       |

#### 201∞盤
| #         | タイトル | 作詞  | 作曲・編曲 | 時間  |
| --------- | --- | ----- | ---------- | ----- |
| 1.        | 「関ジャニ∞の曲作りすべてみせます♫ 『プロジェクトA to Z こんな時だからこそめっちゃ笑顔 〜地元大阪のために最高の歌を作ろうの巻〜』」 |       |            | 40:37 |
| 合計時間: | 合計時間: | 40:37 |            |       |

## 楽曲提供者

### アーティスト作
- KENTA（WANIMA）
  - 「ここに」(作詞・作曲)[注 9]
- ベリーグッドマン
  - 「タカラモノ」(作詞・作曲・編曲)[注 10]

### メンバー作
- 錦戸亮
  - 「All you need is laugh」(作詞・作曲・編曲)[注 11]
- 安田章大
  - 「All you need is laugh」(作詞・作曲)[注 11]

## 収録作品

### アルバム
ここに
- 10thアルバム『8BEAT』（Eighter盤）

※5人の再録バージョンを収録。
- 配信限定アルバム『関ジャニ∞のいろは2023』

※5人の再録バージョンおよび1ハーフバージョンを収録。

### 映像作品

#### ライブ映像
ここに
- 18thライブDVD/Blu-ray『関ジャニ'sエイターテインメント GR8EST』
- 19thライブDVD/Blu-ray『十五祭』
- 21stライブDVD/Blu-ray『KANJANI∞ STADIUM LIVE 18祭』
- 50thシングル『アンスロポス』（初回限定「炎」盤 特典Blu-ray/DVD）
- 23rdライブBlu-ray/DVD『超ARENA TOUR 2024 SUPER EIGHT』（完（CAN）全生産限定盤・初回限定盤 『SUPER EIGHTアプリ』限定配信特典映像）

## テレビ歌唱
ここに
- ミュージックステーション（2018年8月31日、テレビ朝日）
- 第2回 日･ASEAN音楽祭（2018年10月27日、NHK総合）
- ミュージックステーション（2018年11月9日、テレビ朝日）
- ベストヒット歌謡祭 2018（2018年11月13日、読売テレビ/日本テレビ）
- SONGS OF TOKYO（2018年11月25日、NHKワールド JAPAN）
- 2018 FNS歌謡祭（2018年12月5日、フジテレビ）
- ミュージックステーション スーパーライブ 2018（2018年12月21日、テレビ朝日）
- 第69回NHK紅白歌合戦（2018年12月31日、NHK総合）
- ジャニーズカウントダウン2018-2019 平成ラストの夢物語! ジャニーズ年越し生放送（2018年12月31日、フジテレビ）
- SONGS OF TOKYO（2019年1月5日、NHK総合）
- テレ東音楽祭2019（2019年6月26日、テレビ東京）

## カバー
ここに
- WANIMA（2019年10月23日発売、アルバム『COMINATCHA!!』収録）